# Polje Višnjica
Polje Višnjica är en ort i Bosnien och Hercegovina.   Den ligger i entiteten Federationen Bosnien och Hercegovina, i den centrala delen av landet, 27 km nordväst om huvudstaden Sarajevo. Polje Višnjica ligger 492 meter över havet och antalet invånare är 496.
Terrängen runt Polje Višnjica är huvudsakligen kuperad. Polje Višnjica ligger nere i en dal. Runt Polje Višnjica är det ganska tätbefolkat, med 93 invånare per kvadratkilometer.. Närmaste större samhälle är Gromiljak, 0,67 km norr om Polje Višnjica. 
I omgivningarna runt Polje Višnjica växer i huvudsak lövfällande lövskog.